# Војничко гробље у Криваји
Војничко гробље у Криваји, насељеном месту на територији града Шапца, формирано је за време Битке на Церу, 1914. године.
У току битке зграда сеоске школе и црква Преображења, претворени су у превијалиште рањеника, као и цела пољана око ових грађеевина. Гробље је формирано на црквеном имању поред пута који води за Шабац. У њему су сахрањивани српски ратници који су погинули у борби или умрли од задобијених рана. Укупан број сахрањених српских војника је 41, као и три аустроугарска војника. За време битке сахрањено је 29 војника, да би 1923. године била пренета тела још 12 војника сахрањених на другим местима у селу и околини.
Познати подаци за 15 сахрањених српских војника, по редним бројевима гробова:
- 1 - Благоје Видосављевић из Власотинаца, редов 4. бат. I акт. пука, погинуо 4. августа 1914.
- 2 - Радисав Голубовић из Гроцке, каплар 4. чете, 3. бат. I акт. пука, погинуо 4. августа 1914.
- 3 - Владимир Миросављевић из Држановца, редов II прек. пука, погинуо 4. августа 1914.
- 4 - Арсније Вучићевић, редов 4. чете 4. бат. II прек. пука, погинуо 4. августа 1914.
- 6 - Светозар Милекић из Свилајнца, II прек. пук, погинуо 4. августа 1914.
- 7 - Петар Н. наредник II прек. пука, погинуо 4. августа 1914.
- 8 - Живојин Алексић из Црне Баре, редов 3. чете 1. бат. 6. пука II позива, погинуо 5. августа 1914.
- 9 - Ђорђе Н. поднаредник, погинуо 5. августа 1914.
- 10 - Тодор Михаиловић из Студене Лужнице, 8. бат. Морав. арт. пука, погинуо 5. августа 1914.
- 16 - Др Јосиф Анђелковић, лекар, погинуо 4. августа 1914.
- 17 - Кока П. Јанковић, арт. поручник, погинуо 4. августа 1914.
- 18 - Константин Миленковић, поднаредник 2. чете 4. бат. II прек. пука, погинуо 4. августа 1914.
- 20 - Живан П. Куланић из Липолиста, погинуо 4. августа 1914.
- 34 - Александар Н. Петровић из Ниша, поднаредник 2. чете 2. бат. II прек. пука, погинуо 6. августа 1914.
- - Петар Илић, коњички каплар из Мирошевца, погинуо 3. августа 1914. (пренет из Румске)

У гробљу су сахрањена и три аустроугарска војника:
- Лудвиг Канцл, мајор
- Мирослав Паленка, потпоручник
- Марвајан Франц, редов

Гробље је било у великој мери запуштено и годинама није редовно одржавано, све до 2017. године, када се организовала акција чишћења од стране чланова Удружења грађана „Отаџбина памти”. Обележавајући годишњицу Церске битке дана 18. августа 2019. године, поновила се акција чишћења у којој су учествовали људи из више места Србије. Након завршене акције свештеници из Криваје су обавили помен сахрањеним ратницима.